# Michell Castellanos
Michell Roxana Castellanos Azuaje (sinh ngày 22 tháng 4 năm 1995) là một nữ hoàng sắc đẹp.

## Cuộc thi sắc đẹp

### Hoa hậu Trái Đất Venezuela 2019
Castellanos đại diện cho bang Guárico tại cuộc thi Hoa hậu Trái Đất Venezuela 2019 được tổ chức vào ngày 25 tháng 8 và đoạt vương miện. Cô còn giành hai giải thưởng phụ Hoa hậu Truyền thông và Gương mặt ấn tượng.